# Dunga Bunga

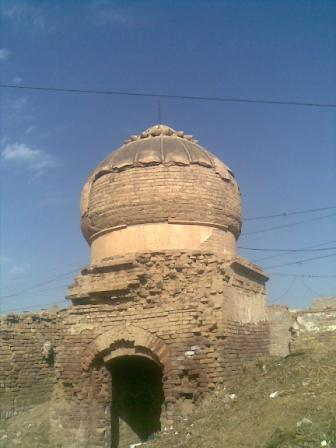
Il tempio di Dunga Bunga

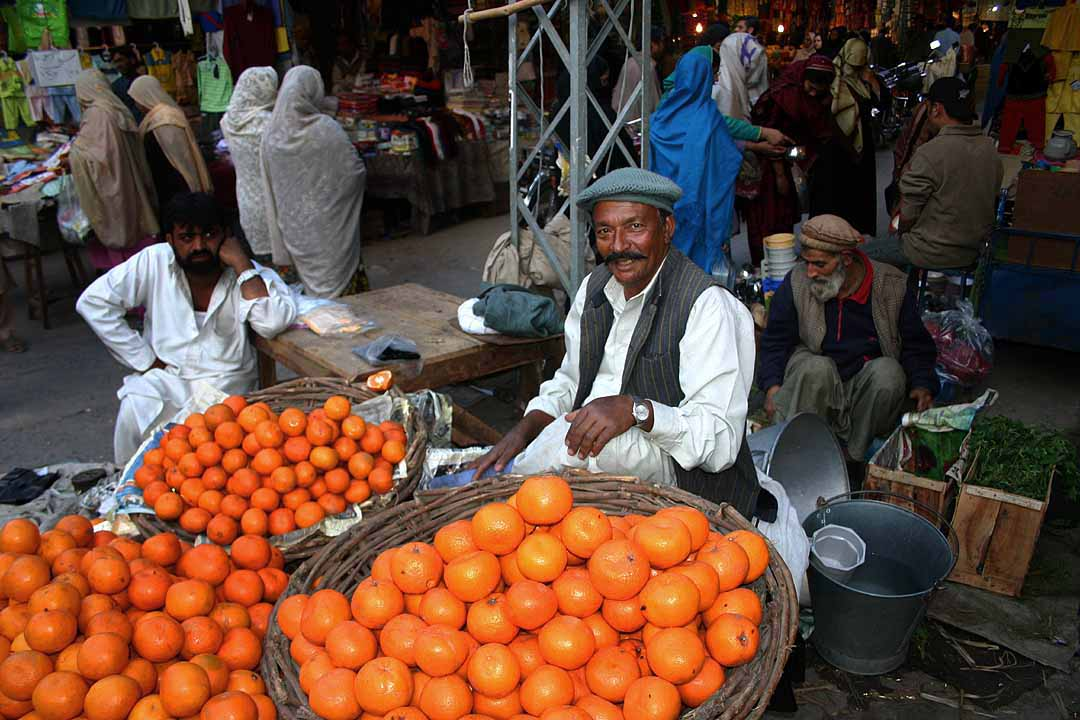
Scorcio del mercato di Dunga Bunga

Dunga Bunga (in urdu: ڈونگہ بونگہ) è una piccola città nel distretto di Bahawalnagar nella provincia di Punjab in Pakistan. Si trova circa 20 km a sud di Bahawalnagar, vicino al confine con l'India. La città aveva una popolazione di 21.961 abitanti al censimento del 1998.